# Németh Dezső publikációinak listája
Németh Dezső publikációs listája 1999-2014  (válogatás)

## Publikációk

### Legfrissebb kiemelt publikációk (2014. július)
- Janacsek, K., Nemeth, D. (2013). Implicit Sequence Learning and Working Memory: Correlated or Complicated? Cortex, 49(8), 2001-2006.

PubMed
- Nemeth, D., Janacsek, K., Polner, B., & Kovacs, Z. A. (2013). Boosting human learning by hypnosis. Cerebral Cortex, 23(4), 801-805.

PubMed
- Nemeth, D., Janacsek, K., Király, K., Londe, Z., Németh, K., Fazekas, K., Adam, I., Király E. & Csányi, A (2013). Probabilistic Sequence Learning in Mild Cognitive Impairment. Frontiers in Human Neuroscience, 7, Article 318.

PubMed
- Hallgató, E., Győri-Dani, D., Pekár, J., Janacsek, K., & Nemeth, D. (2013). The differential consolidation of perceptual and motor learning in skill acquisition. Cortex, 49(4), 1073-1081.

PubMed
- Nemeth, D., Janacsek, K., & Fiser, J. (2013). Age-dependent and coordinated shift in performance between implicit and explicit skill learning. Frontiers in Computational Neuroscience, 7, Article 147.

PubMed
- Nemeth, D., Dye, C. D., Sefcsik, T., Janacsek, K., Turi, Zs., Londe, Zs., Klivenyi, P., Kincses, T. Z., Szabó, N., Vécsei, L., & Ullman, M. T. (2012). Language deficits in Pre-Symptomatic Huntington’s Disease: Evidence from Hungarian. Brain and Language, 121(3), 248-253

Abstract, Brain and Language
- Janacsek, K., Fiser, J., & Nemeth, D. (2012). The best time to acquire new skills: age related changes in implicit learning across human life span. Developmental Science, 15(4), 496-505

PubMed
- Nemeth, D., Csabi, E., Janacsek, K., Varszegi, M., Mari, Z. (2012). Intact implicit probabilistic sequence learning in Obstructive Sleep Apnea. Journal of Sleep Research, 21, 396-401
- PubMed

### Tudományos közlemények

#### Könyv
- Németh D. (2006): A nyelvi folyamatok és az emlékezeti rendszerek kapcsolata. Akadémiai Kiadó, Budapest. ISBN 963 05 8322 4
- Hoffmann I. és Németh D. (2006): Fejezetek a neurolingvisztikából. Nyelvi patológia, emlékezeti működés. JGYTF Kiadó Szeged. ISBN 963 7356 46 0

#### Szerkesztett könyv
- Németh D. (szerk.) (2004): Szegedi Pszichológiai Tanulmányok, JGYTF Kiadó, Szeged. ISSN 1789-6061; ISBN 963-9167-94-0
- Németh D., Krajcsi A., Szokolszky Á. (szerk.) (2007): Szegedi Pszichológiai Tanulmányok – 2006, JGYTF Kiadó, Szeged. ISSN 1789-6061
- Németh D., Harsányi Sz. G. & Szokolszky Á. (szerk.) (2010). Szegedi pszichológiai tanulmányok – 2010, JGYTF Kiadó, Szeged. ISSN 1789-6061
- Németh D., Harsányi Sz. G., Janacsek K. & Szokolszky Á. (szerk.) (2013). Szegedi pszichológiai tanulmányok – 2012, JGYTF Kiadó, Szeged. ISSN 1789-6061

#### Közlemények nemzetközi peer-review folyóiratokban

##### 2009
- Mlinarics, R., Kelemen, O., Sefcsik, T., Németh, D. (2009). Cognitive function in alcoholism.[1] Neuropsychopharmacologia Hungarica XI/3, 135-139

PubMed
- Sztriha, L. K., Nemeth, D., Sefcsik, T., Vecsei, L. (2009). Carotid stenosis and the cognitive function. Journal of Neurological Sciences. 283(1), 36–40

PubMed
- Nemeth, D. Hallgato, E., Janacsek, K., Sandor, T., Londe Zs. (2009). Perceptual and motor factors of implicit skill learning. Neuroreport, 20(18) 1654-1658.

PubMed
- Sefcsik, T., Nemeth, D., Janacsek, K., Hoffmann, I., Scialabba, J., Klivenyi, P., Ambrus, G., Haden, G., Vecsei, L. (2009). The role of the putamen in higher cognitive functions – A case study. Learning and Perception, 2, 215-227.

Az Akadémiai Kiadó honlapján

##### 2010
- Nemeth, D., Janacsek, K., Londe Zs., Ullman, M. T., Howard D. V., Howard, J. H. Jr (2010). Sleep has no critical role in implicit motor sequence learning in young and old adults. Experimental Brain Research, 201(2), 351-358

PubMed
- Hoffmann, I, Nemeth, D., Dye, C., Pákáski, M., Irinyi, T., Kálmán, J. (2010). Temporal features of spontaneous speech in Alzheimer’s Disease.[2] International Journal of Speech-Language Pathology 12(1), 29-34

PubMed
- Nemeth, D., Janacsek, K., Balogh, V., Londe, Zs., Fazekas, M., Jámbori, Sz., Dányi, I., Vetró Á (2010). Learning in autism: implicitly superb. PLoS ONE, 5(7):e11731

plosone.org

##### 2011
- Nemeth, D., Janacsek, K. (2011). The dynamics of implicit skill consolidation in young and elderly adults. Journal of Gerontology. 66B(1), 15-22.

Oxford Journals
- Nemeth, D., Ivády, R. E., Guida, A., Miháltz, M., Peckham, D., Krajcsi, A., Pléh, Cs. (2011). The effect of morphological complexity on short-term memory capacity. Acta Linguistica Hungarica. 58 (1–2), 85–107.

Az Akadémiai Kiadó oldalán
- Nemeth, D., Janacsek, K., Csifcsak, G., Szvoboda, G., Howard, D., Howard, J. H. (2011). Interference between sentence processing and probabilistic implicit sequence learning. PLoS ONE, 6(3): e17577

plosone.org
PubMed
- Nemeth, D., & Janacsek, K. (2011). Are Children with Autism Good or Bad Learners? Proceedings of the National Academy of Sciences of the United States of America, 108:E57

PubMed

##### 2012
- Nemeth, D., Dye, C. D., Sefcsik, T., Janacsek, K., Turi, Zs., Londe, Zs., Klivenyi, P., Kincses, T. Z., Szabó, N., Vécsei, L., & Ullman, M. T. (2012). Language deficits in Pre-Symptomatic Huntington’s Disease: Evidence from Hungarian. Brain and Language, 121(3), 248-253

PubMed
- Janacsek, K., Fiser, J., & Nemeth, D. (2012). The best time to acquire new skills: age related changes in implicit learning across human life span. Developmental Science, 15 (4), 496-505

PubMed
- Janacsek, K. & Nemeth, D. (2012). Predicting the future: from implicit learning to consolidation. International Journal of Psychophysiology, 83 (2) 213-221

PubMed
- Nemeth, D., Csabi, E., Janacsek, K., Varszegi, M., Mari, Z. (2012). Intact implicit probabilistic sequence learning in Obstructive Sleep Apnea. Journal of Sleep Research, 21, 396-401
- Klivenyi, P., Nemeth, D., Sefcsik, T., Janacsek, K., Hoffmann, I., Haden, G. P., et al. (2012). Cognitive Functions in Ataxia with Oculomotor Apraxia Type 2. Frontiers in Neurology 3, DOI: 10.3389/fneur.2012.00125

PubMed

##### 2013
- Nemeth, D., Janacsek, K., Polner, B., & Kovacs, Z. A. (2013). Boosting human learning by hypnosis. Cerebral Cortex, 23(4), 801-805.

PubMed
- Janacsek, K., Nemeth, D. (2013). Implicit Sequence Learning and Working Memory: Correlated or Complicated? Cortex, 49(8), 2001-2006.

PubMed
- Nemeth, D., Janacsek, K., Király, K., Londe, Z., Németh, K., Fazekas, K., Adam, I., Király E. & Csányi, A (2013). Probabilistic Sequence Learning in Mild Cognitive Impairment. Frontiers in Human Neuroscience, 7, Article 318.

PubMed
- Hallgató, E., Győri-Dani, D., Pekár, J., Janacsek, K., & Nemeth, D. (2013). The differential consolidation of perceptual and motor learning in skill acquisition. Cortex, 49(4), 1073-1081.

PubMed
- Nemeth, D., Turcsik, A. B., Farkas, G., Janacsek, K. (2013). Social Communication Impairs Memory Performance. Applied Neuropsychology, 20(3), 211-214.

PubMed
- Nemeth, D., Janacsek, K., & Fiser, J. (2013). Age-dependent and coordinated shift in performance between implicit and explicit skill learning. Frontiers in Computational Neuroscience, 7, Article 147.
- Csabi, E., Benedek, P., Janacsek, K., Katona, G., Nemeth, D. (2013). Sleep disorder in childhood impairs declarative but not non-declarative forms of learning. Journal of Clinical and Experimental Neuropsychology, 35(7), 677-685.

PubMed
- Németh, D., Sefcsik, S., Németh, K., Turi, Zs., Dye, C. D., Csibri, P, Janacsek, K., Vörös, E., Vecsei, L., Sztriha, L. (2013). Impaired language production in asymptomatic Carotid Stenosis. Journal of Neurolinguistics, 26(4), 462-469.

ResearchGate

##### 2014
- Eszter Csabi, Maria Varszegi, Karolina Janacsek, Nick Malecek, Dezso Nemeth (2014) The Consolidation of Implicit Sequence Memory in Obstructive Sleep Apnea.

Published: October 15, 2014
DOI: 10.1371/journal.pone.0109010
Article, PLOS ONE
- Borbély-Ipkovich, E., Janacsek, K., Nemeth, D., Gonda, X. (2014). The effect of negative mood and major depressive episode on working memory and implicit learning. Neuropsychopharmacologica Hungarica, 16(1): 29–42

PubMed
- Tánczos, T., Zádori, D., Jakab, K., Hnyilicza, Z., Klivényi, P., Keresztes, L., Engelhardt, J., Németh, D. & Vécsei, L. (2014). The role of cognitive training in the neurorehabilitation of a patient who survived a lightning strike. A case study. NeuroRehabilitation. Online Ahead. DOI – 10.3233/NRE-141106

PubMed

#### Közlemények peer-review hazai folyóiratokban

##### 2000 – 2005
- Németh D., Racsmány M., Kónya A., Pléh Cs. (2000). A munkamemória kapacitás mérőeljárásai és szerepük a neuropszichológiai diagnosztikában. Magyar Pszichológiai Szemle, LV. 4. 403-416
- Németh D. és Pléh Cs. (2001): Nyelvfeldolgozás, munkamemória, fordítás. Fordítástudomány, III. 1. 40-53
- Németh D. (2002): A munkamemória fejlődése és mondatmegértés. Pszichológia (22), 3, 267-276
- Magyari L. és Németh D. (2003): Verbális munkamemória és szövegmegértés. Tudomány és lélek, 6. évf., 9. szám 5-19
- Krajcsi A. és Németh D. (2003): Numerikus képességek. Erdélyi Pszichológiai Szemle 4/4, 331-362.
- Hoffmann I., Németh D., Kálmán J. (2005). A beszéd időviszonyai Alzheimer-kórban. Beszédgyógyítás. 16. évf. 1. 21-31
- Racsmány Mihály, Lukács Ágnes, Németh Dezső, Pléh Csaba (2005). A verbális munkamemória magyar nyelvű vizsgálóeljárásai. Magyar Pszichológiai Szemle. LX(4), 479-505.

##### 2006 – 2009
- Németh D., Ivády R. E., Miháltz M., Krajcsi A., Pléh Cs. (2006). A verbális munkamemória és morfológiai komplexitás. Magyar Pszichológiai Szemle, 61(2) 265-298.
- Valach R., Németh D. (2006). A hazai pálya előnyének pszichológiai faktorai. Psychiatria Hungarica, 2006/6 422-429
- Hoffmann I., & Németh D. (2006) Nyelvi tünet, klinikai kórkép. Nyelvtudomány, XLIII, 79-93.
- Dudits A., & Németh D. (2007). Mély feldolgozás és kettős kódolás a fordítói olvasásban. Fordítástudomány, IX. évf. 2. szám 5-23.
- Ambrus G. G., & Németh D. (2008). Készségek, nyelv, implicit tanulás. Pedagógusképzés, 6/1-2. pp. 43–54.
- Janacsek K., Tánczos T., Mészáros T., & Németh D. (2009). A munkamemória új neuropszichológiai mérőeljárása: a hallási mondatterjedelem teszt (HMT). Magyar Pszichológiai Szemle, 64(2) 385-406.
- Csanádi A., Harsányi Sz. G., Németh D. (2009). Társas megismerés és munkamemória. Pszichológia, 29(2), 145-165.
- Pataki, M., Polyák, K., Németh, D., Szokolszky, A. (2009). A lélektan történetének 80 éve a Szegedi Egyetemen – 1929-2009. Magyar Pszichológiai Szemle, 64(4), 671–676.

##### 2010
- Huszár, T., Makra, E., Hallgato, E., Janacsek, K., Nemeth, D. (2010). A tabuszavak hatása lexikális döntési helyzetben. Psychiatria Hungarica, 25(6), 525-537.

PubMed
- Tánczos, T. & Németh D. (2010). A munkamemória mérőeljárásai és szerepük az iskolai szűrésben és fejlesztésben. Iskolakultúra, 7-8, 95-112.
- Turi, Zs., Janacsek, K., & Németh, D. (2010). A munkamemória, a szógyakoriság és a kontextus szerepe a lexikális kétértelműség feldolgozásában. Pszichológia, 30(4), 295-315.

##### 2011
- Gál, Z., Egyed, K., Pászthy, B., & Nemeth, D. (2011). Tudatelméleti deficit anorexia nervosában. Psychiatria Hungarica, 26(1), 12-25.

PubMed
- Csabi, E., Janacsek, K., Varszegi, M. & Nemeth, D. (2011). Az alvás differenciált hatása a munkamemóriateljesítményre és készségtanulásra: Kognitív funkciól obstruktív alvási apnoéban. Psychiatria Hungarica, 26(2), 78-86.

PubMed

##### 2012
- Csábi, E., Várszegi, M., Sefcsik, T., & Németh, D. (2012). Két hónapos légsínterápia hatása az alvás struktúrájára, a kognitív funkciókra és a szorongásra Ideggyógyaszati Szemle, 65(5-6), 181-194.

PubMed
- Jagodics, B., & Németh, D. (2012). A stratégiai beszélő elmélete–Az indirekt beszédaktusok használatának pszichológiai háttere. Magyar Pszichológiai Szemle, 67(4), 757-776.

##### 2013
- Jagodics, B., Janacsek, K., & Németh, D. (2013). Az indirekt beszédaktusok feldolgozásának reakcióidő-méréses vizsgálata. Pszichológia, 33(4), 253-270.
- Kincses, Z. T., Szabó, N., Tóth, E., Zádori, D., Faragó, P., Németh, D., ... & Vécsei, L. (2013). Diffusion MRI measured white matter microstructure as a biomarker of neurodegeneration in preclinical Huntington's disease. Ideggyogyaszati Szemle, 66(11-12), 399-405.

PubMed
- Volosin, M., Janacsek, K., & Németh, D. (2013). A Montreal Kognitív Felmérés (MoCa) magyar nyelvű adaptálása egészséges, enyhe kognitív zavarban és demenciában szenvedő idős személyek körében. Psychiatria Hungarica, 28(4), 370-392.

PubMed

##### 2014
- Gál Zita, Katona Katalin, Janacsek Karolina, Németh Dezső (2014) Tudatelméleti működés bűnelkövetőknél. Pszichológia (Budapest, Akadémiai Kiadó) 34, 3, 289–310

DOI: 10.1556/Pszicho.34.2014.3.5
- Borbély-Ipkovich Emőke, Németh Dezső, Janacsek Karolina, Gonda Xénia (2014) Szekvenciatanulás major depresszív zavarban. Psychiatria Hungarica, 29 (3):295-300
- Csábi, E., & Németh, D. (2014). Az alvás szerepe az implicit tanulási folyamatokban. Ideggyógyászati szemle, 67(1-2), 9-18.

PubMed
- Borbély-Ipkovich, E., Németh, D., Janacsek, K., Gonda, X. (megjelenés alatt). Szekvenciatanulás major depresszív zavarban. Psychiatria Hungarica
- Tánczos, T., Janacsek, K., Németh, D. (2014). A verbális fluencia tesztek I. – A betűfluencia teszt magyar nyelvű vizsgálata 5-től 89 éves korig. Psychiatria Hungarica, 29 (2):158-180

PubMed
- Tánczos, T., Janacsek, K., Németh, D. (2014). A verbális fluencia tesztek II. – A szemantikus fluencia teszt magyar nyelvű vizsgálata 5-től 89 éves korig. Psychiatria Hungarica, 29 (2): 181-207

PubMed
- Tánczos, T., Janacsek, K., Németh, D.(2014). A munkamemória és végrehajtó funkciók kapcsolata az iskolai teljesítménnyel.

Alkalmazott Pszichológia, 14(2):55–75.

#### Könyvfejezetek

##### 2001 – 2005
- Németh D. (2001). A munkamemória szerepe a mondatmegértésben. In: Pléh, Csaba és Lukacs, Ágnes (szerk.): A magyar morfológia pszicholingvisztikája. Osiris Kiadó, Budapest 83-119
- Polonyi T. és Németh, D.(2001). Munkamemória és kétnyelvűség. In: Kampis Gy. (szerk.): Evolúció és Megismerés. Typotex, Budapest
- Németh D. (2002). Munkamemória, Fejlődés, Nyelv. In Racsmány, M. & Kéri, Sz. (szerk.): Architektúra és patológia a megismerésben. BIP, Budapest. 83-100
- Ivády R. E., Miháltz M., Németh D., Pléh Cs. (2004). A rövidtávú emlékezet és morfológiai komplexitás. in Németh D. (szerk.). Szegedi Pszichológiai Tanulmányok, JGYTF Kiadó, Szeged
- Háden G., Orosz G., Ambrus G. G., Gönczi D., Aczél B., Németh D. (2004). Az implicit tanulás és nyelvi képességek kapcsolat. in Németh D. (szerk.). Szegedi Pszichológiai Tanulmányok, JGYTF Kiadó, Szeged

##### 2006 – 2009
- Mészáros T., Tánczos T., Janacsek K., Németh D. (2007). A Listening Span teszt magyar nyelvű változatának alapjai. in Németh D., Krajcsi A., Szokolszky Á. (szerk.). Szegedi Pszichológiai Tanulmányok – 2006, JGYTF Kiadó, Szeged
- Csupor É., Kothencz Zs., Németh D. (2007). Mondatmegértés és munkamemória. In Németh D., Krajcsi A., Szokolszky Á. (szerk.). Szegedi Pszichológiai Tanulmányok – 2006, JGYTF Kiadó, Szeged
- Németh D., Gönczi D., Aczél B., Háden G., Orosz G., Ambrus G. G. (2008). A procedurális rendszerek és a mondatmegértés kapcsolata. In Gervain Judit, Pléh Csaba (szerk.). A láthatatlan nyelv. Gondolat 120-134
- Németh D. (2008). A nyelvi és emlékezeti folyamatok kapcsolata. In Csépe V., Győri M., Ragó A. (szerk.). Általános pszichológia 3. – Nyelv, tudat, gondolkodás, Osiris Kiadó, Budapest, 179-187
- Németh D. és Ambrus G. G. (2009). Készségtanulás és emlékezet. In Szatmári Z. (szerk.)(2009) Sport, egészség, életmód. Akadémiai Kiadó, Budapest. 376-385

##### 2010
- Turi Zs., Janacsek K. & Németh D. (2010). A lexikális kétértelműség feldolgozását befolyásoló faktorok. In: Németh D., Harsányi Sz. G. & Szokolszky Á. (szerk.). Szegedi pszichológiai tanulmányok – 2010, JGYTF Kiadó, Szeged, 97-104.
- Balogh V., Janacsek K., Fazekas M. & Németh D. (2010). Egy újabb darab az autizmus kirakójátékából: Autizmus és implicit tanulás. In: Németh D., Harsányi Sz. G. & Szokolszky Á. (szerk.). Szegedi pszichológiai tanulmányok – 2010, JGYTF Kiadó, Szeged, 105-112.
- Fekete R., Filep O., Gyüre T., Ujvári K., Janacsek K. & Németh D. (2010). A munkamemória fejlődésének vizsgálata: Új magyar nyelvű sztenderdizált eljárások. In: Németh D., Harsányi Sz. G. & Szokolszky Á. (szerk.). Szegedi pszichológiai tanulmányok – 2010, JGYTF Kiadó, Szeged, 123-132.
- Janacsek K. & Németh D. (2010). Az öregedés hatása az implicit készségek konszolidációjára. In: Németh D., Harsányi Sz. G. & Szokolszky Á. (szerk.). Szegedi pszichológiai tanulmányok – 2010, JGYTF Kiadó, Szeged, 133-140.
- Fazekas K., Németh K., Csibri P., Németh D. (2010). A nyelvi proceduralizáció – A procedurális emlékezeti rendszer és a munkamemória változó szerepe a mondatmegértésben. In: Németh D., Harsányi Sz. G. & Szokolszky Á. (szerk.). Szegedi pszichológiai tanulmányok – 2010, JGYTF Kiadó, Szeged, 15-24.
- Szanka Sz., Lovassy N., Gazsó D., Németh D. (2010). A deklaratív/ procedurális modell pszicholingvisztikai vizsgálata magyar főnevek többes szám képzése és magyar igék múlt idő képzése esetén. In: Németh D., Harsányi Sz. G. & Szokolszky Á. (szerk.). Szegedi pszichológiai tanulmányok – 2010, JGYTF Kiadó, Szeged, 79-88.
- Szvoboda G., Németh D. (2010). A mondatmegértés és az implicit tanulás kapcsolata. In: Németh D., Harsányi Sz. G. & Szokolszky Á. (szerk.). Szegedi pszichológiai tanulmányok – 2010, JGYTF Kiadó, Szeged, 89-96.
- Csanádi A., Lantos N. A., Harsányi Sz. G., Németh D. (2010). Döntéseink nyomában – A lezárás iránti igény és a munkamemória kapcsolata. In: Németh D., Harsányi Sz. G. & Szokolszky Á. (szerk.). Szegedi pszichológiai tanulmányok – 2010, JGYTF Kiadó, Szeged, 141-148.
- Farkas, A., Németh, D., Sándor, K., Pléh, Cs (2010). A research method to reveal the relationship between simultaneous interpreting and working memory. in Götzsche, Hans (ed.). Memory, mind and language. Cambridge Scholar Publishing 81-88

##### 2012
- Nemeth, D., & Janacsek, K. (2012). Learning and Consolidation in Autism. In N. M. Seel (Ed). Encyclopedia of Learning Sciences (pp. 1771–1772). New York, NY: Springer Publishing Group.
- Polner, B., Nemeth, D., Janacsek, K., & Kovács, Z. A. (2012). Hatékonyabb készségtanulás hipnózisban. In Németh D., Harsányi Sz. G. & Janacsek, K. (szerk.). Szegedi pszichológiai tanulmányok – 2012, JGYTF Kiadó, Szeged. . 7-18
- Szatlóczki, G., Rea, B., Janacsek, K., & Nemeth D. (2012). Egészséges és demens idős személyek munkamemóriájának és implicit tanulásának összehasonlítása. In Németh D., Harsányi Sz. G. & Janacsek, K. (szerk.). Szegedi pszichológiai tanulmányok – 2012. JGYTF Kiadó, Szeged. 33-46
- Szépfalusi, N., Prievara, D. K., Turi, Z., Janacsek, K., & Nemeth D. (2012). Szabályos és rendhagyó ragozású szavak pszicholingvisztikai vizsgálata. In Németh D., Harsányi Sz. G. & Janacsek, K. (szerk.). Szegedi pszichológiai tanulmányok – 2012, JGYTF Kiadó, Szeged. 47-58
- Turcsik, Á. B., Farkas, G., Janacsek, K., & Nemeth, D. (2012). Máshogy mondom, jobban megjegyzed? A kommunikációs helyzet osztenzivitásának hatása a munkamemória-teljesítményre. In Németh D., Harsányi Sz. G. & Janacsek, K. (szerk.). Szegedi pszichológiai tanulmányok – 2012, JGYTF Kiadó, Szeged. 87-96
- Török, G., Volosin, M., Sándor, Z., Németh, D. (2012). Szegedi pszichológiai tanulmányok – 2012, JGYTF Kiadó, Szeged. 74-86

##### 2013
- Heilmann, Á., Szépfalusi, Á., Janacsek, K. & Németh, D. (2013). Szavak és memória: a komplex morfológiájú szavak feldolgozásának kapcsolata a munkamemóriával. In Kenesei, I. és Pléh, Cs. (szerk.) Általános Nyelvészeti Tanulmányok XXV. Akadémiai Kiadó, Budapest. 67-102
- Dombi Edina, Janacsek Karolina, Németh Dezső (2013). Mitől olyan gördülékeny az emberi kommunikáció? Interaktív összehangolódás életkori változásai dialógusokban. In Harsányi Sz. G. és Kékesi M. Z. (szerk.). Szegedi Pszichológiai Tanulmányok – 2013. JGYTF Kiadó, Szeged. 31-42
- Heilmann Ágnes, Janacsek Karolina, Németh Dezső (2013). Az összetett szavak feldolgozásának kapcsolata az emlékezeti folyamatokkal serdülő- és felnőttkorban. In Harsányi Sz. G. és Kékesi M. Z. (szerk.). Szegedi Pszichológiai Tanulmányok – 2013. JGYTF Kiadó, Szeged. 43-54.
- Kresznerits Szilvia, Porpáczi Júlia, Janacsek Karolina, Németh Dezső (2013). Új elemzési lehetőség a fluencia teszten nyújtott teljesítmény értékelésére: A szemantikus teljesítmény idői dimenziói fiataloknál. In Harsányi Sz. G. és Kékesi M. Z. (szerk.). Szegedi Pszichológiai Tanulmányok – 2013. JGYTF Kiadó, Szeged. 79-90

## Előadásokból

### Meghívott előadások (nem teljes)
- 2014. június 23. – International Symposium: Attentional Processes and Implicit Skill Acquisition in Music in Bremen, Germany (Organized by University of Hamburg and Hanse – Wissenschaftskolleg Institute for Advanced Study)

„Competitive neurocognitive networks underlying skill learning” (Versengés a memória rendszerek között a készség tanulás során.)
- 2014. április 26. – University of Zurich, Zurich, Switzerland (Host: Peter Achermann)

Nemeth, D. & Janacsek, K.: „Implicit statistical learning: from acquisition to consolidation”
- 2014. április 17. – Max Planck Institute, Leipzig, Germany (Host: Angela D. Friederici)

Nemeth, D. & Janacsek, K.: „Cooperative and competitive neurocognitive networks underlying cognitive skills”
- 2014. február 5. – Central European University, Budapest, Hungary (Host: Gergely Csibra)

„Cooperative and competitive neurocognitive networks underlying motor, cognitive and social skills”
- 2012. március 22. – School of Medicine, Johns Hopkins University, Baltimore, USA

„Age-Related Changes and Consolidation of Implicit Sequence Learning”
- 2012. február 21. – Department of Psychology, University of California, Berkeley, USA

„Probabilistic sequence learning: From sleep to consolidation”
- 2012. január 27. – Cognitive Systems Seminar, Department of Psychology, University of Texas, Austin, USA

„The development and consolidation of implicit learning”
- 2011. május 12-15. Keynote Speaker – III Dubrovnik Conference on Cognitive Science, Dubrovnik, Croatia

„Development of implicit learning across life-span”
- 2010. november 23. – Brain and Creativity Institute, University of Southern California, LA, USA

„How can we predict the future implicitly?”
- 2010. március 3. Szegedi Tudományegyetem József Attila Tanulmányi és Információs Központ

Az intuíció pszichológiai és idegtudományi alapjai : szabadegyetemi előadás
- 2008. április 17. – Georgetown University, Department of Psychology, Washington DC

„Sentence processing and implicit learning”
- 2007. október 31. – University of Massachusetts, Boston

„The procedural system and mental grammar”
- 2007. szeptember 19. – Georgetown University, Medical School, Department of Neuroscience, Washington, DC

„Mental grammar and implicit learning”
- 2004. november 16. – Magyar Tudományos Akadémia – Magyar tudomány ünnepe „Nyelvi struktúrák és az agy – Neurolingvisztikai kérdések” ülésszak.

„A nyelvi folyamatok és az emlékezeti rendszerek kapcsolata”

### Hazai konferencia szereplések (nem teljes)

#### 1999
- Országos Tudományos Diákköri Konferencia (OTDK)

1999. április Békéscsaba – Második helyezés
Németh D.: „Szöveghatások az olvasásban”

#### 2000
- MAKOG VIII – Magyar Kognitív Tudományi Társaság VIII. Konferenciája

2000. február 4-6., Szeged
Németh D.: “Munkamemória és garden-path mondatok feldolgozása a magyar nyelvben.”
- PSZICHOLÓGIA 2000 – A Magyar Pszichológiai Társaság XIV. Nagygyűlése

2000. május 30. – június 2. Budapest
Németh D., Racsmány M., Kónya A., Pléh Cs.: “A munkamemória kapacitás mérőeljárásai és szerepük a neuropszichológiai diagnosztikában.”

#### 2001
- MAKOG IX. – Magyar Kognitív Tudományi Társaság IX Konferenciája

2001. február 1-3., Visegrád
Polonyi T. és Németh D.: “Egyéni különbségek a kétnyelvűek kódváltásában”
- I. Interdiszciplináris Nyelvpatológiai Fórum

2001. március 9., MTA Nyelvtudományi Intézet, Budapest
Németh D.: “A munkamemória szerepe a mondeatmegértésben”

#### 2002
- PSZICHOLÓGIA 2002 – A Magyar Pszichológiai Társaság XV. Nagygyűlése

2002. május 30. – június 2. Szeged
Németh D.: „Mikor kell munkamemória a nyelvfeldolgozáshoz?”

#### 2004
- PSZICHOLÓGIA 2004. – A Magyar Pszichológiai Társaság XVI. Nagygyűlése

2004. május 27-29. Debrecen
Németh D., Gönci D., Aczél B., Háden G., Orosz G., Ambrus G.: „Mentális nyelvtan és implicit tanulás”
- PSZICHOLÓGIA 2004. – A Magyar Pszichológiai Társaság XVI. Nagygyűlése

2004. május 27-29. Debrecen
Ivády R. E., Németh D., Miháltz M., Pléh Cs.: Fonológiai hurok és morfológia komplexitás
- PSZICHOLÓGIA 2004. – A Magyar Pszichológiai Társaság XVI. Nagygyűlése

2004. május 27-29. Debrecen
Gönci D., Aczél B., Németh D.: Implicit tanulás: explicit-implicit disszociáció és módszertani áttekintés
- Magyar Tudományos Akadémia – Magyar Tudomány Ünnepe

"Nyelvi struktúrák és az agy – Neurolingvisztikai kérdések" ülésszak
2004. november 16.
Németh Dezső: A nyelvi folyamatok és az emlékezeti rendszerek kapcsolata

#### 2005
- Magyar Pszichiátriai Társaság XII. Jubileumi Vándorgyűlés

2005. január 26-29., Budapest
Hoffmann I., Németh D., Kálmán J.: A beszéd időviszonyai Alzheimer-kórban – egy új diagnosztikai lehetőség felé
- MAKOG XIII. – Magyar Kognitív Tudományi Társaság XIII. Konferenciája

2005. január 31.-február 2., Debrecen
Németh D., Gönci D., Aczél B., Háden G., Orosz G., Ambrus G. G.: Mondatmegértés és implicit tanulás.
- IX. Magyar Alzheimer-kór Konferencia

2005. szeptember 21-23., Kecskemét
Hoffmann I., Németh D., Kálmán J.: A spontán beszéd temporális elemzése – az Alzheimer-kór egy lehetséges korai markere
- Beszédkutatás 2005. Konferencia – „A beszédkutatás aktuális eredményei és a jövő kutatási irányai”

2005. október 10-11. Budapest
Hoffmann I., Németh D., Kálmán J.: A spontán beszéd temporális elemzése – az Alzheimer-kór egy lehetséges korai markere

#### 2006
- Magyar Pszichiátriai Társaság VI. Nemzeti Kongresszusa

2006. február 1-4. Budapest
Hoffmann I., Németh D., Pákáski M., Kálmán J.: Az afázia és az alzheimer-kór nyelvi összefüggései
- A Magyar Pszichológiai Társaság XVII. Nagygyűlése

2006. május 25–29., Budapest
Lukács Ágnes, Krajcsi Attila, Németh Dezső, Kas Bence és Pléh Csaba: Implicit szekvenciatanulás a nyelvi fejlődés zavarában
- A Magyar Pszichológiai Társaság XVII. Nagygyűlése

2006. május 25–29., Budapest
Németh D., Sefcsik T., Hoffmann I., Gönci D., Aczél B., Háden G., Ambrus G. G.: Tudatos és nem tudatos folyamatok a nyelvfeldolgozásban
- A Magyar Pszichológiai Társaság XVII. Nagygyűlése

2006. május 25–29., Budapest
Csupor É., Kothencz Zs., Németh D.: Mondatmegértés és verbális munkamemória
- A Magyar Pszichológiai Társaság XVII. Nagygyűlése

2006. május 25–29., Budapest
Janacsek K., Mészáros T., Tánczos T., Németh D.: A listening span teszt magyar verziója.
- A Magyar Pszichológiai Társaság XVII. Nagygyűlése

2006. május 25–29., Budapest
Mészáros A., Kónya A., Németh D.: Szófluencia és lexikális szerveződés: a betű – és kategória fluencia közti disszociáció vizsgálata középiskolás tipikusan fejlődő és diszlexiás tanulóknál
- X. Magyar Alzheimer-kór Konferencia

2006. szeptember 20-22., Szeged
Németh D.: A nyelvi és az emlékezeti folyamatok kapcsolata – Neuropszichológia és diagnosztika

#### 2007
- MAKOG XV. – Magyar Kognitív Tudományi Társaság XV. Konferenciája

2007. január 19-21., Eger
Németh D., Sefcsik T., Kliványi P., Gárdián G., Háden G., Hoffmann I., Vécsei L. A striátum és a kisagy kognitív neuropszichológiája
- Magyar Pszichiátriai Társaság XIII. Vándorgyűlése

2007. január 24-27., Miskolc
Hoffmann I., Németh D., Szél L., Kálmán J.: Alzheimer-kór és munkamemória
- Magyar Pszichiátriai Társaság XIII. Vándorgyűlése

2007. január 24-27., Miskolc
Janacsek K., Mészáros T., Tánczos T., Hoffmann I., Németh D.: A munkamemória neuropszichológiai diagnosztikája: a hallási mondatterjedelem teszt bevezetése Magyarországon
- Magyar Pszichiátriai Társaság XIII. Vándorgyűlése

2007. január 24-27., Miskolc
Tisljár R., Mlinarics R., Németh D.: Darwini medicina a pszichiátriában
- Magyar Tudományos Parkinson Társaság 2007. évi Tudományos Ülése

Budapest, 2007. június 15–16.
Németh D., Sefcsik T., Klivényi P., Hoffmann I., Vécsei L.: A kisagy és a kéreg alatti struktúrák kognitív neuropszichológiája
- A 10 éves Magyar Klinikai Neurogenetikai Társaság Jubileumi Tudományos Konferenciája

Velence, 2007. szeptember 7-8.
Sefcsik T., Németh D., Klivényi P., Hoffmann I., Vécsei L.: A kognitív működés vizsgálata spinocerebellaris ataxia 2 típusában
- Memória modellek: Az emlékezet neuropszichológiai zavarai – konferencia

Pécs, 2007. november 8.
Németh D., Sefcsik T.: A kéreg alatti struktúrák és a kisagy szerepe az emlékezeti működésben.

#### 2008
- MPT 2008 – Magyar Pszichológiai Társaság Nagygyűlése

2008. május – Nyíregyháza
Sefcsik T., Németh D., Klivényi P., Hoffmann I., Vécsei L. A kognitív működés vizsgálata spinocerebellaris ataxia 2 típusában
- MAKOG 2008 – Magyar Kognitív Tudományi Társaság Konferenciája

2008. október 28-30., Budapest
Ambrus G. G., Németh D. Az implicit tanulás és a munkamemória kapcsolata
- XI. Magyar Neuropszichofarmakológiai Kongresszus, Tihany

2008. október 2-4., Tihany
Mlinarics R., Sefcsik T., Németh D., Kelemen O. Kognitív funkciók és személyiségdimenziók vizsgálata alkoholfüggő betegeknél

#### 2009
- MPT 2009 – Magyar Pszichiátriai Társaság Vándorgyűlése

2009. január 28-31., Debrecen
Sefcsik T., Németh D., Klivényi P., Gárdián G., Hoffmann I., Vécsei L. A kéreg alatti struktúrák és a kisagy szerepe a kognitív működésben
- MPT 2009 – Magyar Pszichiátriai Társaság Vándorgyűlése

2009. január 28-31., Debrecen
Janacsek K., Ujvári K., Fekete R., Gyüre T., Filep O., Németh D. A munkamemória neuropszichológiai diagnosztikája: sztenderdizált magyar nyelvű tesztbattéria
- MPT 2009 – Magyar Pszichiátriai Társaság Vándorgyűlése

2009. január 28-31., Debrecen
Janacsek K., Vizi I., Németh D. Az öregedés hatása az implicit készségtanulásra
- MPT 2009 – Magyar Pszichiátriai Társaság Vándorgyűlése

2009. január 28-31., Debrecen
Németh D. Az intuíció és implicit tanulás
- MAKOG XVII. – A Magyar Kognitív Tudományi Társaság Konferenciája

2009. május 7-9., Budapest
Janacsek, K., Vízi, I. & Németh, D. (2009). Implicit tanulás és konszolidációja időskorban.
- MAKOG XVII. – A Magyar Kognitív Tudományi Társaság Konferenciája

2009. május 7-9., Budapest
Hallgató, E., Janacsek, K., Sándor, T. & Németh, D. (2009). Az implicit szekvencia tanulás alapvető mechanizmusai.
- XVIII. Magyar Neuroradiológiai Kongresszus

2009. november 5-7., Siófok
Kincses Zs. T., Szabó N., Rokszin A., Posta P., Király A., Babos M., Kis D., Németh D., Janacsek K., Barzó P., Vörös E. & Vécsei L. (2009). A fehérállományi rostrendszer vizsgálata diffúziós traktográfiával: klinikum és kutatás.

#### 2010
- MAKOG XVIII – A Magyar Kognitív Tudományi Társaság Konferenciája

2010. január 24-25., Budapest
Hallgató E., Janacsek K., Sándor T., Győri-Dani D., Pekár J. & Németh D. (2010). Az alvás differenciált hatása az implicit tanulás perceptuális és motoros faktoraira.
- MAKOG XVIII – A Magyar Kognitív Tudományi Társaság Konferenciája

2010. január 24-25., Budapest
Németh D. & Janacsek K. (2010). Implicit tanulás konszolidációja, fejlődése és zavarai
- MPT 2010 – Magyar Pszichiátriai Társaság VII. Nemzeti Kongresszusa

2010. január 27-30.
Balogh V., Janacsek K., Fazekas M., Jámbori Sz., Dányi I., Vetró Á. & Németh D. (2010). Implicit tanulás és konszolidációja autizmusban.
- MPT 2010 – Magyar Pszichiátriai Társaság VII. Nemzeti Kongresszusa

2010. január 27-30.
Janacsek K., Sefcsik T., Kincses T. Zs., Hoffmann I., Klivényi P., Vécsei L. & Németh D. (2010). A kéreg alatti struktúrák szerepe a tanulási és az emlékezeti funkciókban.
- MPT 2010 – Magyar Pszichiátriai Társaság VII. Nemzeti Kongresszusa

2010. január 27-30.
Németh D., Király K., Janacsek K., Németh K., Fazekas K., Ádám I., Király E., Csányi A. & Sefcsik T. (2010). Implicit készségtanulás Enyhe Kognitív Zavarban.
- MPT 2010 – Magyar Pszichiátriai Társaság VII. Nemzeti Kongresszusa

2010. január 27-30.
Turi Zs., Sefcsik T., Kincses T. Zs., Janacsek K., Lukács Á., Gárdián G., Klivényi P., Vécsei L. & Németh D. (2010). Segíthet-e egy nyelvi teszt a Huntington dementia diagnosztikájában?
- PSZICHOLÓGIA 2010 – Magyar Pszichológiai Társaság XIX. Országos Tudományos Nagygyűlése

2010. május 27-29., Pécs
Németh, D. & Janacsek, K. (2010). Az implicit tanulás és konszolidációja.
- PSZICHOLÓGIA 2010 – Magyar Pszichológiai Társaság XIX. Országos Tudományos Nagygyűlése

2010. május 27-29., Pécs
Turi, Zs., Sefcsik, T., Kincses, T., Janacsek, K., Lukács, Á., Gárdián, Gg, Klivényi, P., Vécsei, L., & Németh, D. (2010). A PPL allomorfia teszt szerepe a Huntington dementia diagnosztikájában.
- PSZICHOLÓGIA 2010 – Magyar Pszichológiai Társaság XIX. Országos Tudományos Nagygyűlése

2010. május 27-29., Pécs
Hallgató, E., Janacsek, K., Sándor, T., Győri-Dani, D., Pekár, J., & Németh, D. (2010). 12 órás késleltetés hatása az implicit szekvenciatanulás motoros és perceptuális faktoraira.

#### 2011
- MAKOG XIX – A Magyar Kognitív Tudományi Társaság Konferenciája

2011. január 27-29., Kaposvár
Szépfalusi, N., Prievara, D. K., Janacsek, K., Turi, Zs., & Németh, D. (2011). A magyar ragozás pszicholingvisztikai vizsgálata.
- MPT 2011 – Magyar Pszichiátriai Társaság XVI. Vándorgyűlése

2011. január 26-29., Sopron
Polner, B., Janacsek, K., Kovács, Z. A., Németh D. (2011). A hipnózis hatása az implicit tanulásra.
- MPT 2011 – Magyar Pszichiátriai Társaság XVI. Vándorgyűlése

2011. január 26-29., Sopron
Szatlóczki, G., Rea, B., Janacsek, K., Pákáski, M., Kálmán, J., & Németh, D. (2011). Munkamemória és implicit tanulás feltérképezése idős korban.
- MPT 2011 – Magyar Pszichiátriai Társaság XVI. Vándorgyűlése

2011. január 26-29., Sopron
Turi, Zs., Sefcsik, T., Németh, K., Dye, C. D., Csibri, P., Janacsek, K., Vörös, E., Vécsei, L., Sztriha, L., & Németh, D. (2011). A nyelvi tesztek szerepe a carotis stenosis és a Huntington-kór diagnosztikájában.
- MPT 2011 – Magyar Pszichiátriai Társaság XVI. Vándorgyűlése

2011. január 26-29., Sopron
Balogh V., Janacsek K., Dányi I., Vetró Á., Németh D., & Chezan, J. (2011). Implicit és explicit tanulás autizmusban.
- MPT 2011 – Magyar Pszichiátriai Társaság XVI. Vándorgyűlése

2011. január 26-29., Sopron
Csábi E., Németh D., & Várszegi M. Légsín terápia hatása az alvásmintázatra, a neuropszichológiai funkciókra és a szorongásra.
- MPT 2011 – Magyar Pszichiátriai Társaság XVI. Vándorgyűlése

2011. január 26-29., Sopron
Tánczos T., Németh D. A verbális fluencia tesztek mennyiségi és minőségi elemzése és használhatóságuk a neuropszichológiai diagnosztikában
- MPT 2011 – Magyar Pszichiátriai Társaság XVI. Vándorgyűlése

2011. január 26-29., Sopron
Tánczos T., Németh D. A végrehajtó funkciók és a rövid távú memória mérése stroke-os betegeknél

#### 2012
- Magyar Pszichológiai Társaság XXXI. Országos Tudományos Nagygyűlése, Szombathely, 2012. május 30.-június 1.

Gál, Z., Janacsek, K., & Nemeth, D. (2012). A társas készségek és az implicit tanulás kapcsolata.
- Magyar Pszichológiai Társaság XXXI. Országos Tudományos Nagygyűlése, Szombathely, 2012. május 30.-június 1.

Hallgató, E., Polner, B., Németh, R., Janacsek, K., & Nemeth, D. (2012). Az automatikus, tanult készségek felülírásának alapjai és fejlesztési lehetőségei hipnózissal.
- Magyar Pszichológiai Társaság XXXI. Országos Tudományos Nagygyűlése, Szombathely, 2012. május 30.-június 1.

Győri-Dani, D., Pekár, J., Janacsek, K., Hallgató, E., & Nemeth, D. (2012). A konszolidáció hatása az intermanuális transzferre probabilisztikus és determinisztikus implicit tanulási feladatok alkalmazása esetén.
- Magyar Pszichológiai Társaság XXXI. Országos Tudományos Nagygyűlése, Szombathely, 2012. május 30.-június 1.

Csábi, E., Várszegi-Schulz, M., Janacsek, K., & Nemeth, D. (2012). Az alvás eltérő hatása az általános motoros és a szekvencia-specifikus tanulásra alvási apnoéban.
- Magyar Pszichológiai Társaság XXXI. Országos Tudományos Nagygyűlése, Szombathely, 2012. május 30.-június 1.

Heilmann, Á., Janacsek, K., & Nemeth, D. (2012). Az összetett szavak feldolgozásában szerepet játszó kognitív funkciók az eltérő életkorokban.
- Magyar Pszichológiai Társaság XXXI. Országos Tudományos Nagygyűlése, Szombathely, 2012. május 30.-június 1.

Juhász, D., Janacsek, K., & Nemeth, D. (2012). A párhuzamosan végzett feladatok hatása az implicit szekvencia tanulásra.
- Magyar Pszichológiai Társaság XXI. Országos Tudományos Nagygyűlése, Szombathely, 2012. május 30.-június 1.

Volosin, M., Nemeth, D., & Janacsek, K. (2012). A kor előrehaladtával járó kognitív hanyatlás vizsgálata a Mini Mental teszt (MMSE) és Montreal Kognitív Felmérés (MoCA) összehasonlításával.
- IV. Neuropszichológiai Szakmai Napok. Budapest, 2012. október 11.

Janacsek, K., & Nemeth, D. (2012). Az implicit tanulás életkori változásai és kapcsolata a fejlődési zavarokkal.

### Nemzetközi konferenciák – Proceedings (nem teljes)

#### 2000
- 9th International Morphology Meeting

February 25-27, 2000 University of Vienna
Németh, D.: “Working memory and processing morphological based garden-path sentencs in Hungarian.”

#### 2001
- ICOM-3 – The 3rd International Conference on Memory

July 16-20, 2001, Valencia
Németh, D., Racsmány, M., Pléh, Cs.: “The development of the relationship between working memory components and sentence processing in Hungarian.”
222*ICPS 2001 – International Conference for Physics Students
August 10-16, Dublin
Benedekfi, O., Németh, D.: „The physics of fMRI and DTI and their applications in cognitive neurosciences”
223*XII. ESCOP – XII. Conference of European Society for Cognitive Psychology
September 5-8, 2001, Edinburgh
Németh, D., Pléh, Cs.: “Individual Differences in Language Comprehension.”

#### 2002
224*AMLaP–2002 – 8th Conference on Architectures and Mechanisms for Language Processing
September 19-21 Tenerife, Spain
Németh, D., Pléh Cs.: „Lexical priming, working memory and morphological decomposition in Hungarian”

#### 2005
225*9th European Congress of Psychology
July 3-8, 2005, Granada, Spain
Németh, D., Gönci D., Aczél B., Háden G., Ambrus G.: "The relationship between implicit learning and sentence processing" (elfogadva)
226*9th European Congress of Psychology
July 3-8, 2005, Granada, Spain
Németh, D., Ivády E., Miháltz M., Pléh Cs.: "Verbal working memory and morphological complexity" (elfogadva)
227*XIVth ESCOP – Conference of European Society for Cognitive Psychology
August 31 – September 3, 2005, Leiden
Németh, D., Ivády E., Miháltz M., Pléh Cs.: "Phonological loop and morphological complexity"
228*XIVth ESCOP – Conference of European Society for Cognitive Psychology
August 31 – September 3, 2005, Leiden
Hoffmann I., Németh D., Kálmán J.: "The temporal properties of spontaneous speech in Alzheimer’s disease"
229*Conference on Cognition and its origins
2005. szeptember 23-25, Technical University of Budapest, Budapest
Németh D., Gönci D., Aczél B., Ambrus G., Háden G., Orosz G.: “Unconscious components of language”

#### 2006
230*EWOMS-3 – 3rd European Working Memory Symposium
June 7-9, 2006. Genoa (Italy)
Csupor É., Kothencz Zs., Nemeth D.: „The relationship between sentence processing and verbal working memory – a dual-task paradigm”
231*EWOMS-3 – 3rd European Working Memory Symposium
June 7-9, 2006. Genoa (Italy)
Nemeth D., Ivady R., Mihaltz M., Racsmany M., Lukacs A., Halacsy P., Pleh Cs.: Short-term recall of morphologically complex words
232*ICOM-4 – The 4th International Conference on Memory
July 16 – 21, 2006, Sydney
Nemeth D, Klivényi P, Tamás S, Vécsei L, Háden G, Dániel D, Aczél B, & Ambrus G: Implicit learning, sentence processing and sub-cortical regions
233*ICOM-4 – The 4th International Conference on Memory
July 16 – 21, 2006, Sydney
Krajcsi A, Lukacs A, Nemeth D.: Procedural processing in number transcription
234*ICOM-4 – The 4th International Conference on Memory
July 16 – 21, 2006, Sydney
Hoffmann I, Nemeth D, Kálmán J, & Pákáski M.: Comparison of the temporal properties of spontaneous speech in aphasia and Alzheimer’s disease

#### 2007
235*17th Conference of Alzheimer Europe
May 9-12, 2007, Estoril
Hoffmann I, Nemeth D, Kálmán J, & Pákáski M:
Temporal features of Alzheimer´s spontaneous speech
236*IBRO 2007 – World Congress of Neuroscience
July 12-17, Melbourne
Nemeth, D., Klivenyi, P., Gardian, G., Sefcsik, T., Haden, G., Hoffmann, I., Vecsei, L.
Differential role of cerebellum and basal ganglia in cognition
237*ESCOP 2007 – 15th Meeting of the European Society For Cognitive Psychology
August 29 – September 1., 2007, Marseille
Nemeth D, Ivady R, Mihaltz M, Peckham D, Krajcsi A, Pleh Cs:
Verbal Working Memory and Morphological Complexity
238*ESCOP 2007 – 15th Meeting of the European Society For Cognitive Psychology
August 29 – September 1., 2007, Marseille
Lukacs A., Krajcsi A., Nemeth D., Kemeny F.:
Implicit Learning of Sequences and Language Impairment
239*48th Annual Meeting of The Psychonomic Society
November 15 – November 18, 2007, Long Beach
Nemeth D., Klivenyi P., Gardian G., Sefcsik T., Vecsei T.: Mental Grammar, Implicit Learning, and Subcortical Region

#### 2008
240*ICPLA 2008 – 12th Congress of the International Clinical Phonetics and Linguistics Association
June 25-28, 2008, Istanbul, Turkey
Hoffmann I., Nemeth D., Szel L., Irinyi T., Pakaski M., Kalman J.:
Verbal working memory and the role of the phonological loop in Alzheimer’s Disease
241*CNS 2008 – Annual Meeting of Cognitive Neuroscience Society
April 12-15, 2008, San Francisco
Nemeth D., Gárdián G., Klivenyi P., Sefcsik T., Ambrus G. G., Lukács A., Vecsei, L., Ullman, M.: Impaired language morphology in Huntington’s disease patients
242*WECOL 2008 – The Thirty-Seventh Annual Western Conference on Linguistics
November 21-23, 2008, Davis, California
Nemeth D., Dye C., Gárdián G., Klivenyi P., Sefcsik T., Ambrus G. G., Lukács A., Vecsei, L., Londe Zs., Ullman, M.: Functional morphology in pre-symptomatic Huntington’s Disease: Evidence from Hungarian

#### 2009
243*LSA 2009 – 83rd Annual Conference of the Linguistic Society of America
January 8-11, San Francisco
Németh, D., Dye, C., Gardian, G., Janacsek, K., Sefcsik, T., Klivényi, P., Vécsei, L. & Ullman M.: „Could morphological tests provide a diagnostic tool in Huntington’s Disease? Evidence from Hungarian.”
244*ICSH – 2009 -9th International Conference on the Structure of Hungarian
August 30 ¬– September 1, 2009, Debrecen, Hungary
Hoffmann , I., Németh, D., Szél, L., Irinyi, T., Pákáski, M., Kálmán, J.: „Working memory and phonological short-term memory in Alzheimer’s disease”
245*Psychonomic Society: The 51st Annual Meeting
18-21 November, 2010, St. Louis, USA
Nemeth D. & Janacsek K.: Age-Related Changes in Implicit Learning Across Human Life Span

#### 2010
246*IBRO 2010 – International Workshop of Neuroscience
January 21-23, 2010, Pecs, Hungary
Janacsek, K., Londe Zs., Ullman, M. T., Howard D. V., Howard, J. H. Jr, Nemeth, D., (2010). One ring does not rule them all – Sleep has no critical role in implicit motor sequence learning in young and old adults
247*IBRO 2010 – International Workshop of Neuroscience
January 21-23, 2010, Pecs, Hungary
Hallgato, E., Janacsek, K., Sandor, T., Londe Zs., Nemeth, D. (2010). What do we rely on: our hands or our eyes? – Perceptual and motor factors of implicit skill learning
248*51th Annual Meeting of Psychonomic Society
November 18 – November 21, 2010, St. Louis
Dezso Nemeth, Karolina Janacsek: Age related changes in implicit learning across human lifespan (sponsored by Alan Baddeley)

#### 2011
249*III. Dubrovnik Conference on Cognitive Science – DUCOG III., 12-15 May 2011, Dubrovnik, Croatia
Dezso Nemeth: Development of implicit learning across life-span (Invited Talk)
250*III. Dubrovnik Conference on Cognitive Science – DUCOG III., 12-15 May 2011, Dubrovnik, Croatia
Janacsek, K., & Nemeth, D. (2011). The time-course of implicit skill consolidation in young and elderly adults.
251*III. Dubrovnik Conference on Cognitive Science – DUCOG III., 12-15 May 2011, Dubrovnik, Croatia
Rea, B., Szatlóczki, G., Pákáski, M., Janacsek, K., Kálmán, J., & Németh, D. (2011). Implicit sequence learning and working memory in dementia
252*III. Dubrovnik Conference on Cognitive Science – DUCOG III., 12-15 May 2011, Dubrovnik, Croatia
Gyori-Dani, D., Pekár, J., Janacsek, K., Hallgató, E., & Németh, D. (2011). Effect of consolidation on intermanual transfer in probabilistic and deterministic motor sequence learning.
253*ICOM-5, International Conference on Memory
July 31-August 06, 2011, York, UK.
Janacsek, K., & Nemeth, D. Well-established skills are resistant to disruption – evidence from a dual-task paradigm.
254*ICOM-5, International Conference on Memory
July 31-August 06, 2011, York, UK.
Nemeth, D. & Janacsek, K.The effect of time course and aging on implicit skill consolidation
255*ICOM-5, International Conference on Memory
July 31-August 06, 2011, York, UK.
Tanczos, T., Janacsek, K., & Nemeth, D.: Age-related changes in verbal fluency across the lifespan.
256*ICOM-5, International Conference on Memory
July 31-August 06, 2011, York, UK.
Balogh, V., Janacsek, K., Londe, Zs., Mingesz, R., Jambori, Sz., Danyi, I., Vetro, A., & Nemeth, D. Intact Implicit Sequence Learning and Consolidation in Autism.
257*ICOM-5, International Conference on Memory
July 31-August 06, 2011, York, UK.
Hallgato, E., Gyori-Dani, D., Pekar, J., Janacsek, K., & Nemeth, D.: The consolidation of perceptual and motor learning in skill acquisition.

#### 2012
258*Budapest CEU Conference on Cognitive Development,
January 12-14, Budapest, Hungary.
Janacsek, K., Fiser J., Nemeth D. (2012). What is The Best Time to Acquire New Skills: Age-related Differences in Implicit Sequence Learning across Life Span.
259*Budapest CEU Conference on Cognitive Development,
January 12-14, Budapest, Hungary.
Gál Z., Janacsek K., Nemeth D. (2012). Development of the theory of mind from 6 to 30 years of age.
260*IBRO International Workshop 2012,
Szeged, 19-21 January 2012.
Gyori-Dani, D., Pekár, J., Janacsek, K., Hallgató, E., & Nemeth, D. (2012). Effect of consolidation on intermanual transfer in deterministic and probabilistic implicit motor sequence learning.
261*The University of Texas at Austin 16th Annual Neuroscience Symposium,
February 4, Austin, USA.
Polner B., Janacsek K., Kovacs Z. A., & Nemeth D. (2012). Boosting skill learning by hypnosis.
262*15th International Morphology Meeting
February 9-12, Vienna, Austria.
Janacsek K., Nemeth D., Dye, C. D., Sefcsik T., Turi Z., Londe Z., Klivenyi P., Kincses T. Z., Szabo N. Vecsei L., & Ullman M. T. (2012). Regular and irregular morphology in Pre-Symptomatic Huntington’s Disease: Evidence from Hungarian.
263*15th International Morphology Meeting, February 9-12, Vienna, Austria.
Heilmann Á., Janacsek K., & Nemeth D. (2012). The role of working memory in the processing of transparent and non-transparent compound words in adolescents and young adults.
264*15th International Morphology Meeting, February 9-12, Vienna, Austria.
Szepfalusi N., Prievara D. K., Turi Z., Janacsek K., & Nemeth D. (2012). The online and offline investigation of inflectional morphology in Hungarian.

#### 2014
- 22nd Congress Of the European Sleep Research Society, Tallin (2014. September)

## Visszhang, médiaszereplések (válogatás)
- Történetem-történelem ; Németh Dezső történetei ; Vass István Zoltán interjúja Németh Dezsővel, Láchíd Rádió, 2014 április (Hozzáférés 2014. április 14.)
- Németh Dezső a nyelvről és az identitásról Mörk Leonóra cikkében, Nők Lapja, 2014. március 19. 54-55. p.
- Németh Dezső: Sok memóriánk van. OTKA Magazin, a hónap kutatója, 2014. január
- Nyelvtannal az agyvérzés ellen, index.hu 2013. 07. 25.
- Emlékezés a jövőre, kolorVIRUSKLUB, youtube.com, feltöltve 2013. június 6.
- Olcsó és egyszerű eljárás az agyvérzés kiszűrésére, ragozással az agyvérzés ellen, rtlklub.hu, 2013. Archiválva 2014. február 22-i dátummal a Wayback Machine-ben
- Akkor most németet vagy angolt, index.hu 2013.01.15.
- Tünetmentes betegeknél az agyi keringési zavar beszédproblémákat okoz – idézi szegedi kutatók tanulmányát a Wall Street Journal, MTA hírei, 2013. 07. 11.
- Az emlékezet a jövőt jósolja meg, index.hu, 2012. 05. 04.
- Autistáknak segít a szegedi felfedezés, delmagyar.hu, szegedi hírek, 2010.09.25
- Téves diagnózis: furcsa a gyerek, majd kinövi? (Autizmus; implicit tanulás; szegedi kutatás.), hvg.hu, 2010. 08. 31.
- Az autisták is tudnak tanulni, index.hu, 2010. 08. 03.
- Az autista gyerekek is taníthatók, nol.hu, 2010. 08. 09
- Németh Dezső válaszol a New Scientist kérdéseire, 2009. 11. 25.